# 越沼初美
越沼 初美（こしぬま はつみ、1961年 - ）は、日本の小説家。

## 経歴・人物
東京都生まれ。東京都立白鷗高等学校を卒業後、日本映画学校に学んだ。1983年に「テイク・マイ・ピクチャー」で第39回小説現代新人賞を受賞し、作家デビュー。ライトノベルの先駆的存在だが、1995年以後は沈黙が続く。
主に、『小説宝石』(光文社)、『小説CLUB』(桃園書房)、『マガジン・ノン』(祥伝社) などの文芸・マンガ雑誌に寄稿していた。

## 著書
- ボクのときめき殺人事件 祥伝社ノン・ノベル 1985
- ボクの乙女ちっく殺人事件 祥伝社ノン・ノベル 1985
- ボクの美少年殺人事件 祥伝社ノン・ポシェット 1986
- プロジェクトA子 角川書店 角川文庫 1986
- まっ暗闇で初恋祭 女高生パプパプ日記 1 朝日ソノラマ ソノラマ文庫 1987
- 由麻のSHERRY HEART物語シリーズ （イラスト：美樹本晴彦）　
  - 由麻くん、松葉くずしはまだ早い!! 角川書店 角川スニーカー文庫 1988
  - 由麻くん、お楽しみはこれからだ 角川書店 角川スニーカー文庫 1989
  - 由麻くん、夢見る頃に See You Again 角川書店 角川スニーカー文庫 1989
- ブルーボーイの結婚 双葉社 レディース文庫 1988
- くるい咲きふりん花 実業之日本社Joy novels 1989
- ブルーダイヤと子連れ探偵団 祥伝社ノン・ポシェット 1989
- ギムレット・カラーに染めちゃって 徳間書店 1989
- 夏のおくり物を胸に 双葉社 いちご文庫ティーンズ・メイト 1989
- 二日酔いクン 天山出版 1992
- ボクとアネキの10の冒険シリーズ
  - 一丁目の殺人 ボクとアネキの10の昌険 1 偕成社Kノベルス 1992
  - 二丁目の幽霊 ボクとアネキの10の昌険 2 偕成社Kノベルス 1994
  - 三丁目のちびっこギャング ボクとアネキの大冒険 3 偕成社Kノベルス 1995
- 風花の中で、君が輝いた日 実業之日本社 1993
- いつもあなたを見つめてるのに 大和書房 1994